# 11578 Cimabue
11578 Cimabue è un asteroide della fascia principale interna. Scoperto nel 1994, presenta un'orbita caratterizzata da un semiasse maggiore pari a 2,469525 UA e da un'eccentricità di 0,075983, inclinata di 6,555282° rispetto all'eclittica. Ha un diametro di 3,724 km e un'albedo di 0,351.
Fa parte della famiglia di asteroidi Vesta.
L'asteroide è dedicato al pittore italiano Cimabue.